# Conus dispar
Espèce
Statut de conservation UICN

 LC  : Préoccupation mineure
Conus dispar est une espèce de mollusques gastéropodes marins de la famille des Conidae.
Comme toutes les espèces du genre Conus, ces escargots sont prédateurs et venimeux. Ils sont capables de « piquer » les humains et doivent donc être manipulés avec précaution, voire pas du tout.

## Description
La taille de la coquille varie entre 15 mm et 34 mm. La couleur de la coquille est blanche ou blanc jaunâtre, avec des maculations et des taches marron-chocolat, diversement disposées en séries tournantes. Parfois, la couleur de fond de la coquille est châtaigne, avec des maculations et des taches chocolatées. La spire est un peu concave et élevée, avec un apex aigu. L'épiderme est mince, lisse et translucide.

## Distribution
Cette espèce marine est présente dans le Golfe de Californie, au Mexique et dans l'océan Pacifique jusqu'au Panama.

### Niveau de risque d’extinction de l’espèce
Selon l'analyse de l'UICN réalisée en 2011 pour la définition du niveau de risque d'extinction, cette espèce se trouve en eaux plus profondes uniquement dans le golfe de Californie (Tenorio et al. 2012). Il n'y a pas de menaces connues. Cette espèce est classée dans la catégorie " préoccupation mineure ".

## Taxonomie

### Publication originale
L'espèce Conus dispar a été décrite pour la première fois en 1833 par le naturaliste, illustrateur et conchyliologiste britannique George Brettingham Sowerby I (1788-1854) dans la publication intitulée « The conchological illustrations or, Coloured figures of all the hitherto unfigured recent shells »,.

### Synonymes
- Conus (Dauciconus) dispar G. B. Sowerby I, 1833 · appellation alternative
- Gradiconus dispar (G. B. Sowerby I, 1833) · non accepté

## Identifiants taxonomiques
Chaque taxon catalogué par les bases de données biologiques et taxonomiques possède un identifiant qui permet d'établir un point de référence. Les identifiants de Conus dispar dans les principales bases sont les suivants :
CoL : 5ZY26 - GBIF : 5193224 - iNaturalist : 431941 - IRMNG : 11189373 - SeaLifeBase : 75343 - TAXREF : 6335 - UICN : 192539 - WoRMS : 429884